# Ren TV
Ren TV (ros. Рен ТВ) – rosyjski kanał telewizyjny. Został założony w 1997 roku.